# Playtime Is Over
«Playtime is Over» (в переводе с англ. — «Время игр окончено») — дебютный микстейп американской хип-хоп-исполнительницы Ники Минаж, выпущенный 5 июля 2007 года на лейбле Dirty Money Records.

## Предпосылки
После выпуска пяти песен с рэп-группой The Hoodstars Минаж покинула группу, чтобы заниматься своей сольной карьерой. Она выложила музыку на свою страницу MySpace и предложила её музыкальным продюсерам. Через MySpace Минаж связалась с Фенди, генеральным директором бруклинского лейбла Dirty Money Entertainment. Фенди подписал Минаж на Dirty Money Records, после чего Минаж фигурировала в серии DVD под названием «The Come Up». Её появление на «The Come Up» привлекло внимание Лил Уэйна, который заключил с ней контракт на выпуск своей музыки на его лейбле Young Money Entertainment.

## Композиция
Минаж является автором всех треков микстейпа. Большинство текстов песен состоят либо из сложной игры слов, либо из прямых оскорблений, где Минаж утверждает, что она лучше, чем другие рэперши. Большинство треков микстейпа содержат семплы из песен других, более популярных артистов. Микстейп состоит, преимущественно из хип-хоп музыки, с сопровождением рэпа в быстром темпе. На «Playtime is Over» Минаж активно использует свои альтер эго а также сленговые выражения и британский акцент.
На микстейпе присутствуют треки, записанные при участие рэперов Hell Red, Red Café, Murda Mook, Ransom, Gravy, Лил Уэйна, Angel De-Mar и Ru Spits.

## Релиз
«Playtime Is Over» — первый в серии микстейпов, выпущенных без крупного лейбла звукозаписи, которые были выпущены для создания основной базы поклонников, которые идентифицировали себя с образом жизни, описанным в микстейпах. До релиза микстейпа, Минаж создала небольшую фан-базу, общаясь со своими слушателями онлайн в Twitter, Myspace и личных блогах. «Playtime Is Over» позволил Минаж собрать ещё больше слушателей, а активность в социальных сетях помогла микстейпу пробиться в мейнстрим.

## Отзывы
Как одна из первых подающих надежды женщин-рэперов за последние десять лет, работа Минаж получила большое внимание. Несмотря на то, что она была женщиной-рэпером в жанре, где доминировали мужчины, «Playtime Is Over» делает большой акцент на лирическом содержании, и слушатели отреагировали положительно. Поклонники считали Минаж харизматичной и серьёзно относящейся к своей работе.
После выхода микстейпа её работа получила признание многих других исполнителей, таких как Робина Тика и Gucci Mane. В 2008 году ники получила награду «Артистка года» на премии Underground Music Awards. За свои микстейпы на премии BET Awards в 2010 году, Ники получила награды «Лучший новый артист» и «Лучшая хип-хоп-исполнительница», а также была номинирована на премию Teen Choice Award.

## Список композиций
| №                   | Название                                                                       | Автор(ы)            | Сэмпл                                                                                             | Длительность |
| ------------------- | ------------------------------------------------------------------------------ | ------------------- | ------------------------------------------------------------------------------------------------- | ------------ |
| 1.                  | «1-900-Ms-Minaj» (при участии Hell Rell, Red Café, Murda Mook, Ransom и Gravy) | writer              |                                                                                                   | 4:48         |
| 2.                  | «Dreams '07»                                                                   | writer              | « Just Playing (Dreams) », The Notorious B.I.G.                                                   | 2:39         |
| 3.                  | «Wuchoo Know»                                                                  | writer              | « Lip Gloss », Lil Mama                                                                           | 2:18         |
| 4.                  | «Interlude» (при участии Lil Wayne)                                            | writer              | « Upgrade U », Beyoncé при участии Jay-Z                                                          | 1:50         |
| 5.                  | «Can't Stop Won't Stop» (при участии Lil Wayne)                                | writer              | « Can't Stop, Won't Stop », Young Gunz                                                            | 2:26         |
| 6.                  | «Playtime Is Over»                                                             | writer              | « We Takin' Over », DJ Khaled при участии T.I. , Rick Ross , Fat Joe , Birdman , Lil Wayne и Akon | 1:46         |
| 7.                  | «Jump Off '07»                                                                 | writer              | « The Jump Off », Lil' Kim при участии Mr. Cheeks                                                 | 2:24         |
| 8.                  | «Click Clack»                                                                  | writer              | «Click Clack», Slim Thug при участии Pusha T                                                      | 4:02         |
| 9.                  | «40 Bars»                                                                      | writer              | «Banned from T.V.», Noreaga при участии Nature , Cam'ron и The Lox                                | 2:09         |
| 10.                 | «Dilly Dally»                                                                  | writer              | «Kingdom Come», Jay-Z                                                                             | 3:03         |
| 11.                 | «Warning»                                                                      | writer              | «Warning», The Notorious B.I.G.                                                                   | 2:52         |
| 12.                 | «N.I.G.G.A.S.» (при участии Angel De-Mar)                                      | writer              | « You're Wrong », Bossman                                                                         | 3:48         |
| 13.                 | «Sunshine» (при участии Gravy)                                                 | writer              | « (Always Be My) Sunshine », Jay-Z при участии Foxy Brown                                         | 2:39         |
| 14.                 | «Letcha Go» (при участии Angel De-Mar)                                         | writer              | « Can't Let You Go », Fabolous при участии Lil Mo и Mike Shorey                                   | 2:37         |
| 15.                 | «Sticks in My Bun»                                                             | writer              | «Naomi», Dre                                                                                      | 2:46         |
| 16.                 | «I'm Cumin'»                                                                   | writer              | « Mo Money Mo Problems », the Notorious B.I.G. при участии Puff Daddy и Mase                      | 2:03         |
| 17.                 | «Freestyle»                                                                    | writer              | «Yeah Yeah Yeah», Terror Squad                                                                    | 1:01         |
| 18.                 | «Hood Story»                                                                   | writer              | «Glory», Cam'ron при участии Noreaga                                                              | 1:59         |
| 19.                 | «Ease Up» (при участии Ru Spits)                                               | writer              |                                                                                                   | 3:39         |
| 20.                 | «Encore '07»                                                                   | writer              | « Numb/Encore », Jay-Z и Linkin Park                                                              | 4:10         |
| Общая длительность: | Общая длительность:                                                            | Общая длительность: | Общая длительность:                                                                               | 44:10        |

- Автором всех треков является Ники Минаж.